# Ambrières (Marne)
Ambrières is een gemeente in het Franse departement Marne (regio Grand Est) en telt 238 inwoners (2005). De plaats maakt deel uit van het arrondissement Vitry-le-François.

## Geografie
De oppervlakte van Ambrières bedraagt 9,9 km², de bevolkingsdichtheid is 24,0 inwoners per km².
De onderstaande kaart toont de ligging van Ambrières (Marne) met de belangrijkste infrastructuur en aangrenzende gemeenten.

## Demografie
Onderstaande figuur toont het verloop van het inwonertal (bron: INSEE-tellingen).